# لاک‌پشت ریدلی کمپ
لاک‌پشت ریدلی کمپ (به لاتین: Lepidochelys kempii) گونه‌ای لاک‌پشت دریایی است که به‌شدت در معرض خطر انقراض قرار دارد. این لاک‌پشت تا ۶۰–۷۰ سانتیمتر رشد می‌کند و تا دوران اخیر به‌طور گسترده‌ای برای استفاده از تخم و پوست در کشورهای زیادی صید می‌شد، و استفاده از لاک آن برای ساخت وسایل تزئینی سابقه طولانی دارد و در برخی مناطق از جمله مکزیک هم تخم‌های این خزنده را از شن بیرون کشیده و می‌خوردند. البته در کشورهای عضو معاهده تجارت بین‌المللی گونه‌های در معرض خطر شکار و خرید و فروش این لاک‌پشت و محصولات به دست آمده از آن ممنوع است.

## تخم‌گذاری

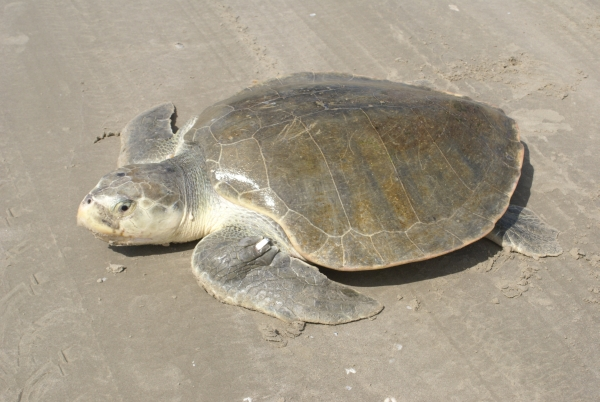
تصویری از این لاکپشت در خطر انقراض

این لاک‌پشت در سواحل مکزیک اصالتاً تخم‌گذاری می‌کند، اما از زمان تحت حفاظت قرار گرفتن توسط دولت آمریکا، در پارک ملی سواحل پادره در تگزاس نیز زادگاهی جدید یافته‌است.
تخم‌ها و نوزادان این لاک‌پشت منبع غذایی غنی برای انواع گوناگونی از گوشتخواران، پرندگان، خزندگان، ماهیها و حتی حشرات و ویروسها است. اما با گذر زمان و بزرگتر شدن بچه لاک‌پشت‌ها آمار مرگ و میر رو به کاهش گذاشته تا جایی که در سنین بزرگسالی تنها کوسه قادر به شکار این لاک‌پشت است.
لاک‌پشت‌های ماده به احتمال بسیار زیاد همیشه برای تخم‌گذاری به زادگاه خود بازمی‌گردند. این حیوان در سن بالای ۳۰ بالغ می‌شود و تصور می‌رود عمر آن حدود ۴۰ تا ۶۰ سال باشد.

## در خطر انقراض
لاک‌پشت ریدلی کمپ در میان لاکپشت‌ها در وضعیت نسبتاً وخیمی از نظر خطر انقراض قرار دارد. در سال ۱۹۴۷، ۴۰۰۰۰ لانه تخم‌گذاری از این لاک‌پشت شمارش شدند. در سال ۱۹۸۵ تنها ۷۰۲ لانه از این لاکپشت در جهان شمارش گردید. از سال ۱۹۷۰ تا کنون این لاکپشت تحت حفاظت دولت ایالات متحده آمریکا قرار داشته، و در پارک ملی جزیره پادره از آن حفاظت می‌شود. با این حال، این لاک‌پشت کماکان در خطر انقراض قرار دارد.
در سال ۲۰۱۰، و به‌دنبال واقعهٔ لکه نفتی خلیج مکزیک، در ۱۰ ژوئن ۲۰۱۰، نزدیک به ۳۰۰ لاک‌پشت ریدلی کمپ کشته اعلام شدند، و نگرانی شدید در مورد بقای این لاک‌پشت‌ها کماکان در آمریکا ادامه دارد.